# Еозинофилни езофагитис
Еозинофилни езофагитис ЕоЕ, један је од најчешћих и најбоље разјашњених еозинофилних гастроинтестиналних поремећаја (болести), који се карактерише симптомима дисфункције једњака, хроничном запаљењском реакцијом и еозинофилном инфилтрацијом слузокоже једњака, без знакова некога другог потенцијалног узрока еозинофилије. Еозинофили су потентне ћелије имунског система које значајно доприносе одржавању хомеостазе цревне (интестиналне баријере, и патогенези неких поремећаја дигестивног систему што су показала и бројна досадашња истраживања. 

## Историја
Еозинофилни езофагитис први пут је описан пре 30 година код болесника са дисфагијом и значајном езофагеалном инфилтрацијом еозинофилима. Деценију уназад овај облик езофагитиса све више је изазвао пажњу медицинске и научне заједнице, пре свега због евидентног непрестаног пораст инциденце и преваленције болести у 21. веку
Први консензус о дијагностици и терапији еозинофилног езофагитиса објављен је 2007. године, након што је пре тога установљено да је постојала значајна варијабилност дефинисања ЕоЕ у литератури. Након доношења консензуса постигнута је боља, мада не и потпуна уједначеност дефиниције овог поремећаја. Према овом консензусу ЕоЕ је клиничко-патолошко стање, што значи да су за дијагнозу болести потребни истовремено и клинички и хистолошки критеријуми. Овим консензусом постављена су три специфична критеријума које је траба да поседује болесник за дијагнозу ЕоЕ:
1. Симптоми дисфункције једњака — који могу бити дисфагија, импакција хране, горушица, бол у грудима, регургитација.
2. Најмање 15 еозинофила/ввп  — у барем једном биопсијом узетом узорку слузокоже једњака.
3. Искључење гастроезофагеални рефлуксне болести — као узрока езофагеалне еозинофилије било изостанком одговора на терапију високим дозама ИПП-а или негативним налазом пХ-вредности.
Како би се сва сазнања прикупљена у другој деценији 21. века узела у обзир, 2011. године донет је нови консензус према којем је ЕоЕ дефинисан као хронични поремећај једњака посредован имуним антигеном са клинички карактеристичним симптомима дисфункције једњака и хистолошки предоминантном еозинофилном запаљењском инфилтрацијом. Како би се поставила дијагноза ЕоЕ, по овом консензусу болесник за дијагнозу ЕоЕ треба да испољи:
1. Симптоми дисфункције једњака
2. Максимални број еозинофила — koji je > 15 еос/ввп, са неколико изузетака
3. Еозинофилију која је ограничена на једњак и искључује друге потенцијалне узрока еозинофилне инфилтрације једњака укључујући
ППИ-РЕЕ.
Нове смернице посебно су истакле ограничења везана за искључивање ГЕРБ-а у свим случајевима, и доноси одређену флексибилност у хистолошкој интерпретацији и препознају ППИ-РЕЕ као новог ентитет

## Епидемиологија
Преваленција ЕоЕ варира, ли се може закључити из бројних извора да у општој популацији он износи 0,2-4 / 1.000 асимптоматских пацијената. Код болесника након ендоскопију болест је евидентирана у 5-6% случајева. 
Сматра се да преваленција у општој популацији износи 43 и 52 / 100.000.

## Етиологија
Ради се о имуни посредованом поремећају у коме храна или неки други алергени доводе до имуни реакције у организму посредоване Th2 -ћелијама Кључни цитокини као што су IL-4, IL-5, IL-13 стимулишу продукцију еотаксина-3 у слузокожи једњака. Еотаксин-3 је снажан хемокин који ангажује еозинофиле у слузокожи једњака. 
Тако актвирани еозинофили луче проинфламаторне и профибротичке медијаторе који узрокују локално ткивно оштећење и привлаче друге упалне ћелије (мастоците и фибробласте) појачавајући упални одговор који доводи до ремоделовања једњака. Овај процес доказана је код интеракције фактора окружења са генском преосетљивошћу на мишевима и код болесника са ЕоЕ.

## Клиничка слика
Симптоми и знаци који доминирају клиничком сликом дисфункције једњака у ЕоЕ могу бити:
- Бол у епигастријуму (чашици),
- Горушица
- Дисфагија, која се јавља у 25-100% болесника.[4][5]
- Акутна импакција хране која је манифестна кот готово 50% болесника са ЕоЕ.[6]
- Неспецифични симптоми код деца, одбијање (интолеранција хране), повраћање (регургитација хране) и застој у расту.

Код око 33% болесника клиничка слика ЕоЕ може бити без икаквих симптома.

## Дијагноза
Ендоскопија
Ендоскопски знаци болести, код ЕоЕ нису строго специфични, и могу се јавити засебно или у комбинацији:
- вертикалне линије,
- линеарно набирање слузокоже,
- концентрични прстенови слузокоже,
- сужен лумен једњака,
- бели плакови или ексудат по слузокожии,
- истањена слузокожа која је склона расцепима при пролазу ендоскопа

У 7-10% случајева ендоскопски налаз једњака може бити неупадљив, и зато се препоручује биопсије слузокоже једњака у свим болесника са сумњом на ЕоЕ без обзира на њен ендоскопски изглед. Међутим због мрљасте расподеле еозинофила по слузокожи једњака, као и чињенице да се у дисталном делу једњака под утицајем рефлукса киселине може наћи еозинофилна инфилтрација, потребно је узорковати биопсијски материјал најмање 2-4 пута из дисталног дела једњака и 2-4 пута из проксималног дела једњака. Тиме се повећава вероватноћа тачне дијагнозе болести.

## Терапија
Примарни циљ лечења ЕоЕ био би повлачење свих симптома и реализација потпуног хистолошког одговора. Међутим како у клиничкој пракси то није увек могуће,током лечењем ових болесника очекује се бар делимични клинички одговор уз смањење инфилтрације еозинофилима
и минималних нежељених последица примењене терапије. 
Подаци засновани на студијама спроведеним у прве две деценије 21. века недвосмислено подржавају три приступа збрињавању ЕоЕ: медикаментна терапија, дијетална исхрана и ендоскопска дилатација.
Медикаментна терапија
Топички кортикостероиди чине основу у лечењу ЕоЕ.  Највише се примењују инхалационим препарати намењеним за лечење болесника са астмом, међутим код болесника са ЕоЕ ове је препарате потребно прогутати, а не инхалирати. Топички кортикостероиди се добро толеришу, али још нема поузданих студија о потенцијалним дуготрајним учинцима стероида код ЕоЕ. Након прекида терапије топичким кортикостероидима код већине болесника долази до поновне појаве симптома, па се поставља питање терапије одржавања достигнутог нивоа лечења код ових болесника. 
Системски кортикостероиди примењују се као друга линија терапије, код болесника са тешким и рефракторним симптомима.
Дијетална исхрана
У терапији ЕоЕ постоје три приступа дијетотерапији:
- Елементарна дијета, чија је примена непрактична, скупа и нарушава квалитет живота
- Емпиријска дијета, која се заснива на елиминацији ових шест састојака хране — јаја, млеко, житарице, соја, коштичаво воће и морски плодови.
- Циљана дијета, у којој су уклоњени састојци који су алергијским тестирањем доказани као шкодљиви.[3]

Ендоскопска дилатација
Ендоскопска дилатација једњака једна је од ефикаснијих метода лечења болесника са стриктурама или сужењем лумена једњака. Зато је она подржана од струке и данас је једна од главних процедура у терапији ЕоЕ.
Дилатација се препоручује у случајевима неуспеха медикаментне и дијеталне исхране или код могућих компликација. У том циљу предложени су бројни дијагностички и терапијски алгоритам дилатације код ЕоЕ.